# Pogonatum subgracile
Pogonatum subgracile là một loài Rêu trong họ Polytrichaceae. Loài này được (Hampe) Besch. miêu tả khoa học đầu tiên năm 1872.